# Pedioplanis benguelensis
Pedioplanis benguelensis är en ödleart som beskrevs av  Bocage 1867. Pedioplanis benguelensis ingår i släktet Pedioplanis och familjen lacertider. Inga underarter finns listade i Catalogue of Life.